# Rivière à la Loutre (Missouri)
Pour les articles homonymes, voir Loutre (homonymie) et Rivière à la Loutre.
La rivière Loutre, (anglais : Loutre River), est un cours d'eau qui coule dans le centre-est de l'État du Missouri. Elle est un affluent de la rivière Missouri et contribue au bassin fluvial du fleuve Mississippi.

## Géographie
D'une longueur de 94 km, elle prend sa source dans le Comté d'Audrain, à l'Est de la ville de Mexico, siège du comté d'Audrain, près d'une des sources de la rivière Cuivre. Si le cours d'eau de la rivière Cuivre s'écoule vers le Nord-Est, celui de la rivière Loutre s'écoule vers le Sud.
Après un parcours sinueux, la rivière loutre se jette dans la rivière Missouri.

## Histoire
La présence des Amérindiens est attestée par l'existence d'une grotte, la Graham Cave, située près du cours d'eau et dans laquelle furent trouvés des artefacts et des poteries.
Ce sont les trappeurs et coureurs des bois français et Canadiens-Français, à l'époque de la Louisiane française, qui donnèrent le nom de Loutre à cette rivière en raison de la présence de cet animal près de ce cours d'eau.

## Liens externes

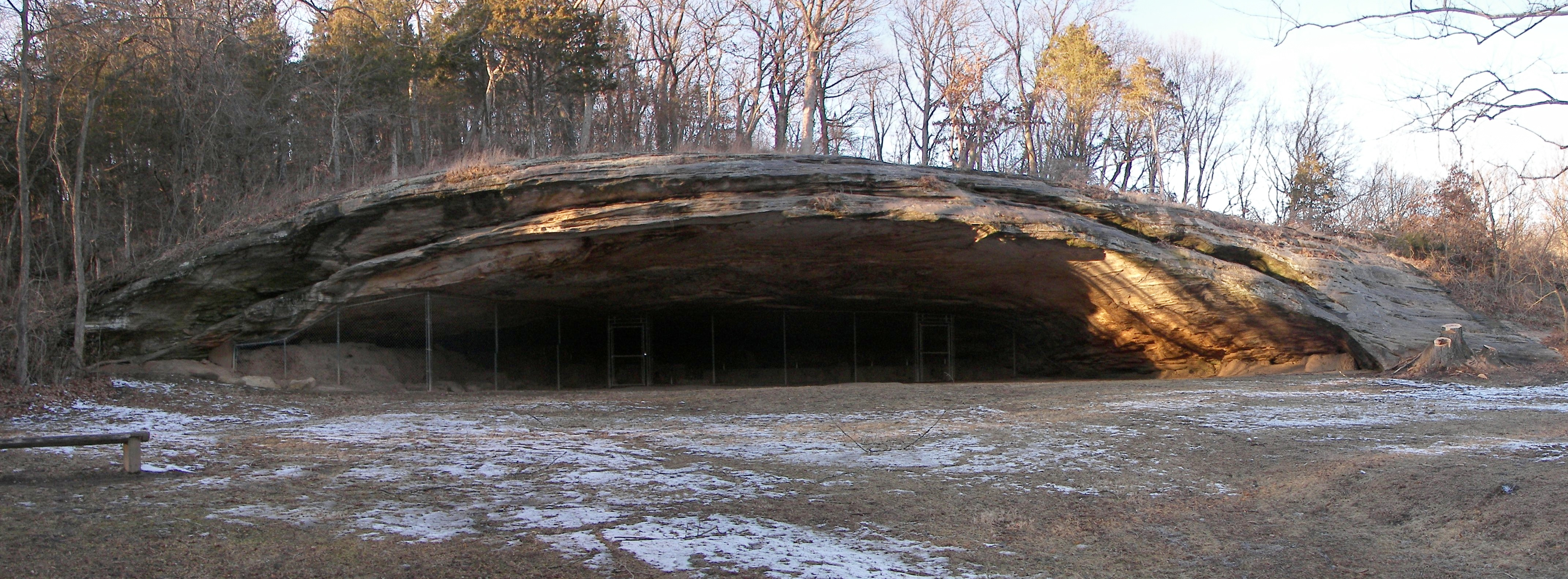
La grotte Graham près de la rivière Loutre.